# Червонопопівська сільська рада
| Червонопопівська сільська рада — колишній орган місцевого самоврядування у Кремінському районі Луганської області з адміністративним центром у с. Червонопопівка. Водоймища на території, підпорядкованій даній раді: річка Красна. Сільській раді підпорядковані населені пункти: - с. Червонопопівка - с. Голикове - с. Піщане |

## Склад ради
Рада складається з 16 депутатів та голови.

### Керівний склад ради
| ПІБ                             | Основні відомості                                                             | Дата обрання | Дата звільнення |
| ------------------------------- | ----------------------------------------------------------------------------- | ------------ | --------------- |
| Чорнобай Євген Харлампійович    | Сільський голова, 1956 року народження, освіта, безпартійний                  | 26.03.2006   | 31.10.2010      |
| Гнилицький Дем'ян Володимирович | Сільський голова, 1988 року народження, освіта середня загальна, безпартійний | 31.10.2010   |                 |

Примітка: таблиця складена за даними джерела